# Abietinella
Abietinella là một chi rêu trong họ Thuidiaceae.